# Chilonatalus micropus
Chilonatalus micropus је сисар из реда слепих мишева и породице Natalidae. 

## Распрострањење
Врста има станиште у Доминиканској Републици, Доминици, Јамајци, Колумбији, Куби и Хаитију.

## Станиште
Врста Chilonatalus micropus има станиште на копну.

## Угроженост
Ова врста је на нижем степену опасности од изумирања, и сматра се скоро угроженим таксоном.

### Популациони тренд
Популација ове врсте се смањује, судећи по расположивим подацима.